# Ліщинська Ірина Анатоліївна
Ірина Анатоліївна Ліщинська (ур. Неділенко; нар. 15 січня 1976, Макіївка) — українська легкоатлетка (біг на середні дистанції), срібна призерка Олімпійських ігор в Пекіні в 2008 році. Заслужений майстер спорту. Багатократна чемпіонка України, срібна призерка чемпіонату світу 2007 року.

## Біографія
Ірина Ліщинська закінчила Донецьку державну академію управління. З 2011 року очолює Агенцію з підготовки та проведення в Донецьку чемпіонату світу-2013 з легкої атлетики серед юнаків, є президентом легкоатлетичного клубу «Королева спорту», веде активну діяльність з популяризації легкої атлетики в Донецьку та Україні.
Олімпійську медаль вона виборола на пекінській Олімпіаді у бігу на 1500 метрів. Тренер — Ліщинський Ігор Іванович (заслужений тренер України).

## Сім'я
Виховує двох доньок.

## Державні нагороди
- Орден княгині Ольги III ст. (4 вересня 2008) — за досягнення високих спортивних результатів на XXIX літніх Олімпійських іграх в Пекіні (Китайська Народна Республіка), виявлені мужність, самовідданість та волю до перемоги, піднесення міжнародного авторитету України[2]

## Громадська позиція
У травні 2018 записала відеозвернення на підтримку ув'язненого у Росії українського режисера Олега Сенцова.